# Elecciones municipales de La Paz de 2023
Las elecciones en el departamento de La Paz de 2023, provincia de Mendoza, Argentina, tuvieron lugar el 3 de septiembre de dicho año, desdoblándose de las elecciones provinciales. En dicha elección se eligieron intendente municipal y la mitad de los concejales.
Las candidaturas oficiales se definieron en las elecciones primarias, abiertas, simultáneas y obligatorias (PASO) que tuvieron lugar el 30 de abril.

## Candidaturas

### Declaradas
- Ramiro Blanco (Unión Cívica Radical).[1]
- Patricia Mercado (Partido Verde).[2]
- Osvaldo Naves (Unión Cívica Radical), dirigente político.[1]
- Fernando Ubieta (Partido Justicialista), intendente en funciones.[1]

## Resultados

### Elecciones primarias
Las elecciones primarias, abiertas, simultáneas y obligatorias (PASO) tuvieron lugar el 30 de abril de 2023. Se presentaron cuatro precandidatos a la intendencia por tres espacios políticos distintos. Para pasar a la elección general, es requisito sacar más del 3% de los votos, además de ganar la interna del partido al que se representa.
|  | 52,10 % |

|  | 69,78 % |

|  | 45,67 % |

|  | 30,22 % |

|  | 2,23 % |

|  | 93,81 % |

|  | 1,67 % |

|  | 2,82 % |

|  | 1,70 % |

|  | 77,96 % |

|  | 100 % |

|  | 100 % |

### Elecciones generales

#### Intendente
|  | 56,96 % |

|  | 40,66 % |

|  | 97,6 % |

|  | 0,82 % |

|  | 1,31 % |

|  | 0,24 % |

|  | 83,85 % |

|  | 100 % |